# Doryodes fusselli

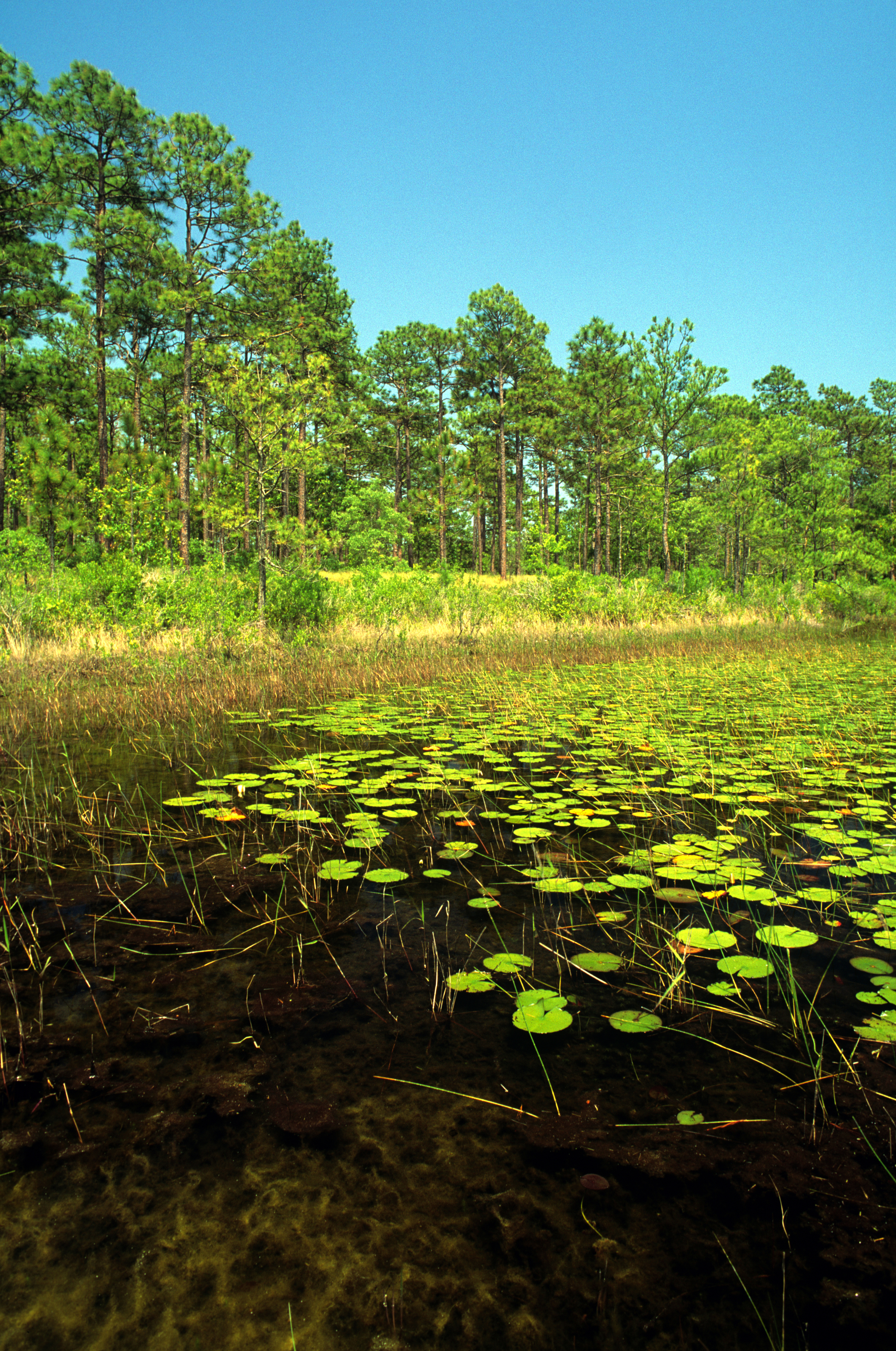
Ландшафт местности в Croatan National Forest.

Doryodes fusselli  (лат.) — вид бабочек-совок рода Doryodes из подсемейства ленточниц (Catocalinae). Эндемики Северной Америки.

## Распространение
Северная Америка (атлантическое побережье): США, Северная Каролина.

## Описание
Бабочки мелких размеров с заострёнными к вершине передними крыльями. Сходен с близким видом Doryodes bistrialis, но крупнее его, и с видом D. spadaria, но меньше его размерами, а также отличается строением гениталий. Размах передних крыльев самцов 16-17 мм, самок 16-20 мм. Передние крылья желтовато-коричневые; имеют продольные полосы. Усики самцов — гребенчатые. Брюшко вытянутое, глаза округлые, оцеллии отсутствуют. Вид был впервые описан в 2015 году американскими энтомологами Дональдом Лафонтенем (J. Donald Lafontaine, Agriculture and Agri-Food Canada, Оттава, Канада) и Боллингом Салливаном (J. Bolling Sullivan; Beaufort, США) и назван в честь натуралиста John Fussell (Morehead City), несколько десятилетий охраняющего и изучающего местную флору и фауну прибрежных равнин Северной Каролины, особенно национального леса «Croatan National Forest».